# Pambolus duplotaeniatus
Pambolus duplotaeniatus är en stekelart som beskrevs av Van Achterberg 2003. Pambolus duplotaeniatus ingår i släktet Pambolus och familjen bracksteklar. Inga underarter finns listade i Catalogue of Life.